# Nigoglia
Die Nigoglia (piemontesisch: Niguja) ist ein Fluss in Norditalien. Der knapp zwei Kilometer lange Fluss bildet den einzigen Abfluss des Ortasees, ist auf ca. 1/3 seiner Strecke unterirdisch kanalisiert und mündet in die Strona kurz bevor dieser in den Toce mündet, welcher in den Lago Maggiore fließt.
Als einziger der großen italienischen Seen hat der Orta seinen Abfluss nach Norden. Die Nigoglia verläuft durch die Innenstadt von Omegna, bevor sie noch im Stadtgebiet auf die Strona trifft. Der Zufluss in den Fluss ist durch ein Sperrwerk geregelt. Der durchschnittliche Zufluss in die Nigoglia beträgt 4,83 m³/s.
Das Einzugsgebiet der Nigoglia ist wie das des Ortasees 118 km² groß und besteht aus den Bergen um den See herum.
Die Tatsache, dass der Fluss nach Norden fließt und sich damit anders verhält als anderen Flüsse der Gegend, wird in Omegna mit einem Ausspruch in Piemontesisch gewürdigt, der die Besonderheit und Eigenständigkeit der Stadt bestätigen soll. Der Ausspruch steht auf dem Rathaus der Stadt und wurde literarisch vom Omegnesi Giovanno Rodari in seinem Buch C’era due volte il barone Lamberto verewigt:
* La Niguja la va in su. E la legg’a la femon nu ;
(deutsche etwa: die Nigoglia fließt aufwärts und wir machen die Gesetze.)